# Miguel Ángel Ochoa Vaca
Miguel Ángel Ochoa Vaca (Badajoz, 29 de setembre de 1944) és un exfutbolista extremeny de les dècades de 1960 i 1970. Va ser internacional amb la selecció catalana i amb la selecció espanyola.

## Trajectòria
Lateral esquerre extremeny de naixement, es formà al FC Ribadeo de Lugo primer i posteriorment al juvenil de l'EC Granollers, d'on passà al primer equip. L'any 1967 fou fitxat pel RCD Espanyol, club on romangué durant una dècada fins al 1977. Es consolidà al primer equip a partir de 1970. Durant aquesta dècada es classificà dos cops per la Copa de la UEFA.
L'estiu de l'any 1976, el mateix dia que havia estat escollit per ser un dels capitans de l'equip, l'extremeny va patir un greu accident de trànsit després tornant d'un partit amistós amb l'Espanyol a Lloret de Mar. Un forta frenada per evitar un xoc frontal, va provocar que l'automòbil donés diverses voltes de campana i caigués per un terraplè. Afortunadament, el defensa no va patir ferides greus, i a les poques setmanes es va reincorporar amb la resta de l'equip per seguir l'estada de pretemporada sense cap conseqüència. Curiosament aquesta va ser la seva darrera temporada en actiu, ja que va penjar les botes a l'edat dels 33 anys. En total jugà 156 partits de lliga amb el club, a més de 3 de Copa de la UEFA.
Fou internacional amb la selecció universitària espanyola, l'olímpica a Mèxic 1986, on assolí una cinquena posició, i un cop amb l'absoluta, a Istanbul el 17 d'octubre de 1973, en un empat a 0 davant Turquia. També fou un cop internacional amb Catalunya l'any 1973.